# Никола Геджов
Никола Илиев Геджов е български революционер, деец на Вътрешната македоно-одринска революционна организация.

## Биография
Геджов е роден на 15 март 1876 година в костурското село Смърдеш, тогава в Османската империя, днес в Гърция. Работи като гурбетчия в Канък, Анадола, в 1902 година. В началото на 1903 година Наум Митрушев, член на ръководството на смърдешкия революционен комитет, натоварен с мисия да организира гурбетчиите, пристига в Мала Азия и привлича Геджов към ВМОРО. На 28 март 1903 година в Смърдеш четите на Борис Сарафов и Иван Попов са обградени. На помощ им идват селските чети от Въмбел и от Връбник и Геджов участва в освобождаването на четата. Участва в сражението с турци и гърци при Желево. Участва в Илинденско-Преображенското въстание през лятото на 1903 година с отряда на Васил Чекаларов, като взима участие нападението на Жервени, в сражението при Билища и Капещица, в големия бой при Локвата в Смърдешката планина и в сражението при Апоскеп. С четата на Васил Кономладски тръгва към Мариово и участва в сражението при Пожарско с редовна турска войска. Тръгват за Прилеп, но срещат четата на Гьорче Петров и Лука Иванов, които идват от България, и се връщат. Участва в сражението при Чанище, след което се оттеглят в Леринското поле, където се срещат с Борис Сарафов и участва в последното сражение при Лаген.
На 16 март 1943 година, като жител на Пловдив, подава молба за българска народна пенсия, която е одобрена и пенсията е отпусната от Министерския съвет на Царство България.